# Rodrigues Neto
José Rodrigues Neto (Galileia, Brasil, 6 de diciembre de 1949-Río de Janeiro, Brasil, 29 de abril de 2019), más conocido como Rodrigues Neto, fue un jugador y entrenador de fútbol brasileño. En su etapa como jugador profesional se desempeñaba como lateral izquierdo.

## Trayectoria
En el verano de 1979, Rodrigues Neto fue adquirido por el Club Ferro Carril Oeste. Desde su debut, el 5 de marzo de 1979, disputó en este club 63 partidos y convirtió 2 goles, incluyendo un memorable tiro libre contra Racing Club, en el que su equipo venció 5-4. Fue apodado cariñosamente Negro. Entrevistado por la revista Placar, Rodrigues Neto se manifestó muy a gusto en Ferro y en el fútbol argentino.
En 1981, fue contratado por el Internacional de Porto Alegre. Para la temporada 1982, regresó al fútbol argentino para jugar en Boca Juniors, pero allí solo disputó 11 encuentros y regresó a Brasil.

### Fallecimiento
Rodrigues Neto falleció el 29 de abril de 2019 en el hospital Bomsucesso de Río de Janeiro, a la edad de 69 años. Había sido hospitalizado en los últimos días por causa de una trombosis provocada por la diabetes.

## Selección nacional
Fue internacional con la selección brasileña en 11 ocasiones. Formó parte de la selección que obtuvo el tercer lugar en la Copa del Mundo de 1978.

### Participaciones en Copas del Mundo
| Mundial                        | Sede      | Resultado    | Partidos | Goles |
| ------------------------------ | --------- | ------------ | -------- | ----- |
| Copa Mundial de Fútbol de 1978 | Argentina | Tercer lugar | 4        | 0     |

## Clubes

### Como jugador
| Club               | País      | Año       |
| ------------------ | --------- | --------- |
| Vitória-ES         | Brasil    | 1965-1966 |
| Flamengo           | Brasil    | 1967-1975 |
| Fluminense         | Brasil    | 1976      |
| Botafogo           | Brasil    | 1977-1978 |
| Ferro Carril Oeste | Argentina | 1979-1980 |
| Internacional      | Brasil    | 1981-1982 |
| Boca Juniors       | Argentina | 1982-1983 |
| São Cristóvão      | Brasil    | 1983      |
| South China        | Hong Kong | 1984      |
| Eastern            | Hong Kong | 1984-1985 |
| Flamengo           | Brasil    | 1990      |

### Como entrenador
| Club                 | País   | Año  |
| -------------------- | ------ | ---- |
| Moto Club            | Brasil | 2002 |
| São Bento            | Brasil | 2003 |
| Fluminense (juvenil) | Brasil | ¿-?  |

## Palmarés

### Campeonatos regionales
| Título                                | Club          | Estado             | Año  |
| ------------------------------------- | ------------- | ------------------ | ---- |
| Torneio Início do Campeonato Capixaba | Vitória-ES    | Espírito Santo     | 1966 |
| Taça Guanabara                        | Flamengo      | Río de Janeiro     | 1970 |
| Taça Guanabara                        | Flamengo      | Río de Janeiro     | 1972 |
| Campeonato Carioca                    | Flamengo      | Río de Janeiro     | 1972 |
| Taça Guanabara                        | Flamengo      | Río de Janeiro     | 1973 |
| Campeonato Carioca                    | Flamengo      | Río de Janeiro     | 1974 |
| Campeonato Carioca                    | Fluminense    | Río de Janeiro     | 1976 |
| Torneio Início do Campeonato Carioca  | Botafogo      | Río de Janeiro     | 1977 |
| Campeonato Gaúcho                     | Internacional | Río Grande del Sur | 1981 |
| Campeonato Gaúcho                     | Internacional | Río Grande del Sur | 1982 |